# Nárai
Nárai is een plaats (község) en gemeente in het Hongaarse comitaat Vas. Nárai telt 1073 inwoners (2001).

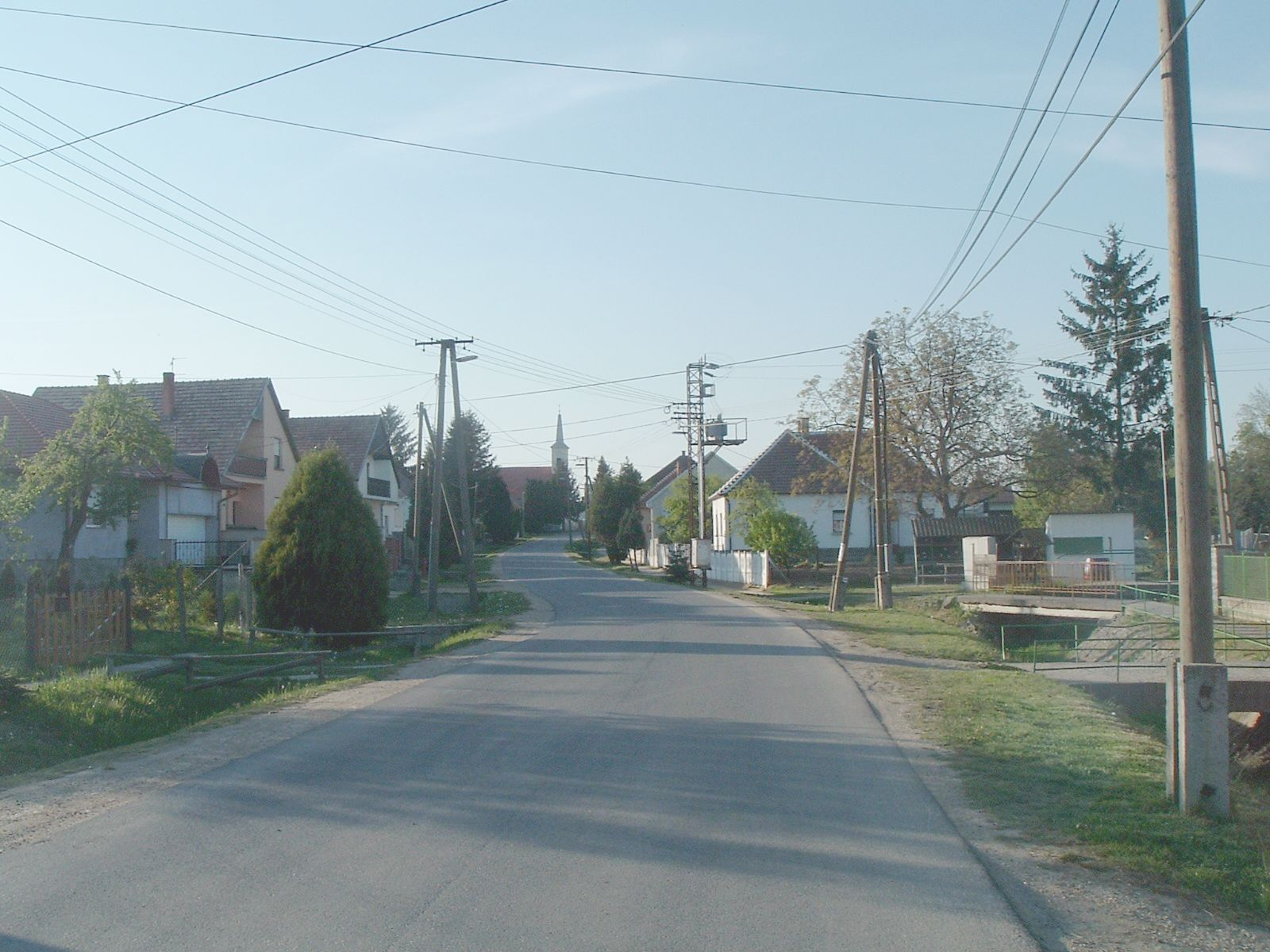
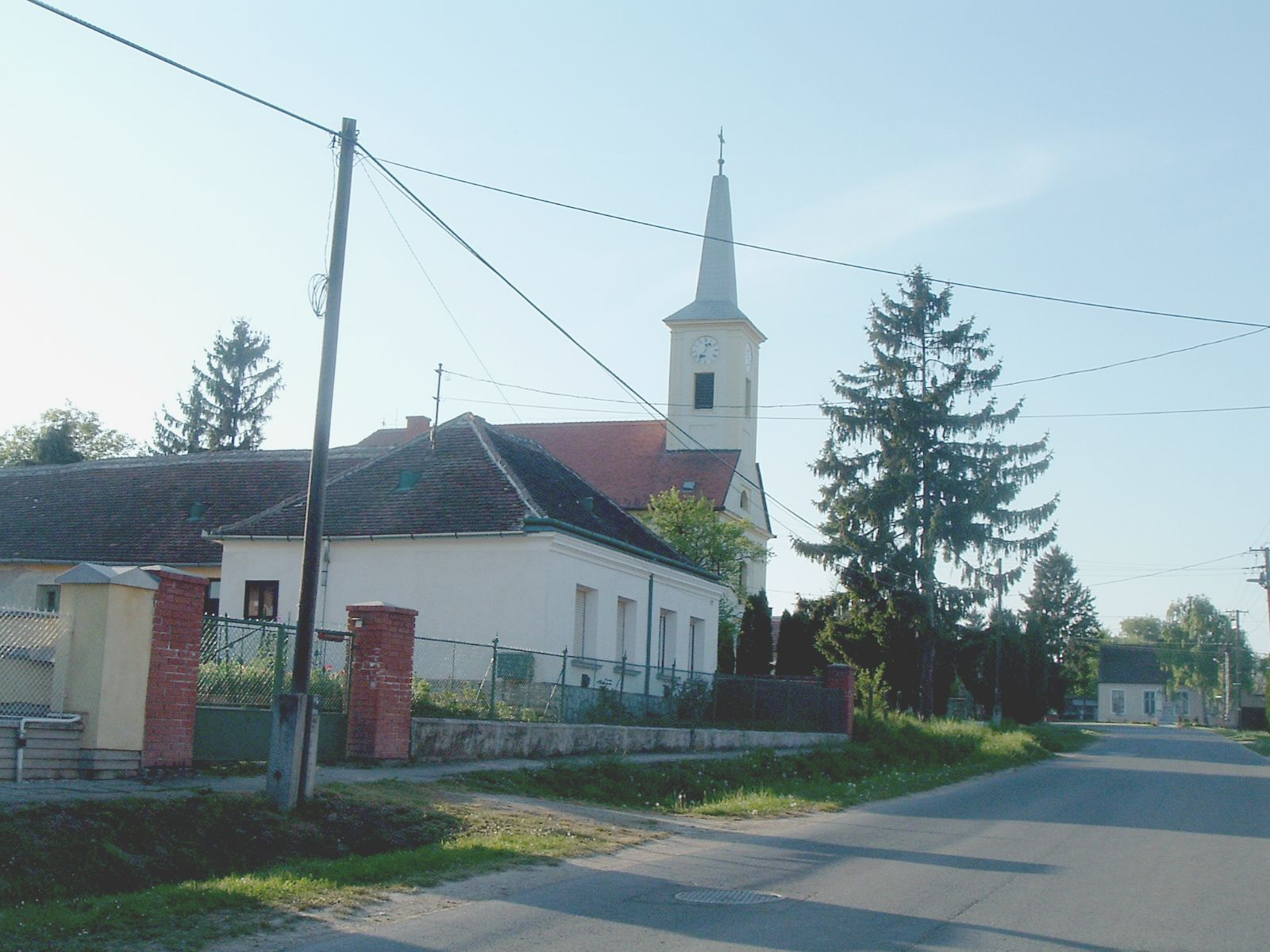